# دوغ كيسي
دوغ كيسي (بالإنجليزية: Doug Casey)‏ هو اقتصادي أمريكي، ولد في 1946.